# Lasocin (Rościszów)
Lasocin (niem. Friedrichshain) – część wsi Rościszów w Polsce, położona w województwie dolnośląskim, w powiecie dzierżoniowskim, w gminie Pieszyce. Wchodzi w skład sołectwa Rościszów.

## Położenie
Lasocin to osada o długości około 1,3 km leżąca w dolinie prawego dopływu Kłomnicy, na północ od wzniesienia Kokotna Łąka, w południowo-zachodnim skraju Rościszowa, na wysokości około 430–550 m n.p.m.

## Podział administracyjny
30 września 1928 roku Lasocin utracił status samodzielnej gminy i został włączony do gminy jednostkowej Rościszów (Steinseifersdorf). Po 1945 roku w gminie Pieszyce (w gromadzie Rościszów), od 1954 w gromadzie Pieszyce. 1 stycznia 1973 włączony do miasta Pieszyce. W latach 1975–1998 Lasocin należał administracyjnie do województwa wałbrzyskiego. 1 stycznia 2016 wyłączony z miasta Pieszyce jako część wsi Rościszów w reaktywowanej wiejskiej gminie Pieszyce.

## Historia
Lasocin powstał w latach 1780-1783 w wyniku kolonizacji tych terenów przez króla Fryderyka II Wielkiego. Początkowo miejscowość należała do von Nostitza, w 1787 roku było tu już 40 domów. Stan taki utrzymywał się dość długo ponieważ położenie i brak terenów rolnych uniemożliwiały dalszy rozwój wsi. W XIX wieku powyżej Lasocina powstała niewielka kolonia, która została dołączona do niego pod koniec stulecia. W tym czasie miejscowość przekształciła się w niewielkie letnisko, była tu gospoda z miejscami noclegowymi i przechodził tędy popularny szlak turystyczny. Pod koniec lat 70. w górnej części powstało duże osiedle domów letniskowych.

## Szlaki turystyczne
Przez Lasocin przechodzi  szlak turystyczny z Rościszowa, przez Starą Jodłę, na przełęcz Kozie Siodło.   